# Nils Wallmark
Nils Wallmark, född 24 november 1835 i Nederluleå församling, Norrbottens län, död där 24 januari 1914, var en svensk hemmansägare och riksdagsman.
Wallmark var ägare till hemmanet Smedsbyn i Nederluleå socken. Han var riksdagsman i andra kammaren 1885–1902, invald i Luleå domsagas valkrets.